# Irabatha filicornis
Irabatha filicornis là một loài tò vò trong họ Ichneumonidae.